# Peta (Grecia)
Peta (in greco Πέτα?) è un ex comune della Grecia nella periferia dell'Epiro (unità periferica di Arta) con 4 904 abitanti secondo i dati del censimento 2001.
È stato soppresso a seguito della riforma amministrativa, detta Programma Callicrate, in vigore dal gennaio 2011 ed è ora compreso nel comune di Nikolaos Skoufas.

## Località
Peta è suddiviso nelle seguenti comunità (i nomi dei villaggi tra parentesi):
- Peta (Peta, Agios Dimitrios, Amfithea, Ano Agioi Anargyroi, Kleisto, Neochoraki, Pournari)
- Markiniada (Markiniada, Diasella, Zygos, Megkla, Melates)
- Megarchi